# Wolfgang Brauer
Wolfgang Brauer (* 13. Mai 1954 in Aschersleben) ist ein deutscher ehemaliger Politiker (parteilos, ehemals Die Linke) und war Abgeordneter des Abgeordnetenhauses von Berlin.

## Leben
Nach dem Abitur 1972 studierte Wolfgang Brauer von 1974 bis 1978 an der Pädagogischen Hochschule Potsdam und machte seinen Abschluss 1978 zum Diplomlehrer für Deutsch und Geschichte.
Im Juni 1976 trat er in die SED ein und wurde später Mitglied der PDS. Von 1990 bis 1996 war er Bezirksvorsitzender der PDS-Marzahn und 1991 Sprecher des Bundesparteirates der PDS.
Von 1978 bis 1979 arbeitete er als Lehrer in Berlin-Köpenick. Von 1979 bis 1985 war er Politischer Mitarbeiter im Bundessekretariat des Kulturbundes der DDR. In der Zeit von 1985 bis 1999 arbeitete er erneut als Lehrer u. a. an der 49. POS und an der Rudolf-Virchow-Oberschule in Berlin-Marzahn. Nach einem Ergänzungsstudium in Geschichte an der FU Berlin ist er seit 1996 als Studienrat angestellt.
Zwischen 1999 und 2016 war Brauer Mitglied des Berliner Landesparlamentes, dem Abgeordnetenhaus von Berlin. Im Parlament war er Mitglied im Ausschuss für Verwaltungsreform, Kommunikations- und Informationstechnik, im Ausschuss für Kulturelle Angelegenheiten sowie im Sonderausschuss „Restitution“. Des Weiteren war er Mitglied des Fraktionsvorstandes und kulturpolitischer Sprecher der Linksfraktion sowie Vorsitzender des 2. Parlamentarischen Untersuchungsausschusses „Staatsoper“ der 17. Wahlperiode (2015–2016).
Nachdem er 1999 (14. Wahlperiode), 2001 (15. Wahlperiode), 2006 (16. Wahlperiode) und 2011 (17. Wahlperiode) viermal in Folge das Direktmandat im Wahlkreis Marzahn-Hellersdorf 1 gewonnen hatte, verlor er 2016 das Direktmandat an den AfD-Politiker Gunnar Lindemann.
Ende 2016 trat er aus der Partei Die Linke aus. Nach dem Verlust seines Direktmandats war er ab Februar 2017 wieder im Schuldienst tätig. Zudem war er bis 2024 Redakteur der Zweiwochenschrift Das Blättchen.